# Aero Club de Portugal
O Aero Club de Portugal (AeCP) ComC é uma instituição destinada à promoção da aeronáutica em Portugal. O AeCP tem sede no Aeródromo de Tires e no Aeródromo de Évora.
O AeCP foi fundado em 11 de Dezembro de 1909, por um grupo de oficiais do Exército Português que pretendiam promover o desenvolvimento da aeronáutica em Portugal, bem como a criação de uma aviação militar. É a instituição aeronáutica mais antiga de Portugal e uma das mais antigas do mundo.
A 13 de Janeiro de 1960 foi feito Comendador da Ordem Militar de Cristo.
A Escola de Pilotagem do AeCP, fundada em 1930, ministra cursos de Piloto Privado de Avião (PPL-A) e Voo Noturno.
Atualmente, além da promoção aeronáutica, o AeCP desenvolve atividades de voo em avião e em planador.